# Vineuil-Saint-Firmin
Vineuil-Saint-Firmin – miejscowość i gmina we Francji, w regionie Hauts-de-France, w departamencie Oise.
Według danych na rok 1990 gminę zamieszkiwało 1441 osób, a gęstość zaludnienia wynosiła 185 osób/km² (wśród 2293 gmin Pikardii Vineuil-Saint-Firmin plasuje się na 194. miejscu pod względem liczby ludności, natomiast pod względem powierzchni na miejscu 622.).